# (49440) Kenzotange
(49440) Kenzotange est un astéroïde de la ceinture principale.

## Description
(49440) Kenzotange est un astéroïde de la ceinture principale. Il fut découvert le 21 décembre 1998 à Kuma Kogen par Akimasa Nakamura. Il présente une orbite caractérisée par un demi-grand axe de 3,12 UA, une excentricité de 0,08 et une inclinaison de 1,7° par rapport à l'écliptique.

## Compléments